# Shabankara
Le Shabânkâra ou Shabânkâreh est le nom d'une tribu kurde et de sa région d'habitation. Le royaume de Shabânkâra est formé d'une partie du sud de la province du Fars, et a pour frontières le Kerman, à l'est et le Golfe Persique à l'ouest. La ville de Darab à 270 km au sud-est de Chiraz, autrefois appelé Dârâbgerd. L'ancienne ville de Dârâbgerd qui était la capitale du district le plus méridional de la province du Fars à la période abbasside, est à 8 km de la ville actuelle. Cette ville était entourée d'une muraille circulaire comme la ville de Gur (Firuzabad). en était la capitale pendant le califat abbasside. Le district de Darab est maintenant une partie du Fars, identifiée par certains au Shabânkâra. Dans ce district, il existe un village portant le nom de Shabânkâreh proche de Maymand, Un repère sur Google Maps Shabânkâreh dans le Fars près de Maymand non loin de Firuzabad. Wikipedia en persan donne une localité appelée Shabânkâreh dans la province de Bushehr au nord de Borzjan. Dans la même région il y a une localité nommée Dashti Shabankareh.
Cette région est citée par Marco Polo comme faisant partie des huit royaumes de Perse. Le Shabânkâra disparaît en tant que région autonome avec son annexion au royaume des Muzaffarides au XIVe siècle.

## Histoire
La tribu kurde de Shabânkâra, était une tribu de pasteurs mais aussi de guerriers. Leurs chefs prétendaient descendre d'Ardachîr (? -241), le premier souverain sassanide. Tabari dans sa Chronique cite Dârâbgerd à plusieurs reprises. Tabari dit que Dârâ l'ancien (ou Dârâb, c'est-à-dire Darius Ier) (Ve siècle av. J.-C.) est le fondateur de la ville « qui existe encore aujourd'hui (au IXe siècle) dans un état florissant. », Plus tard, pendant son règne, Bâbek (Papak) (IIIe siècle) confie le gouvernement de Dârâbgerd à un de ses eunuques à qui il confie l'éducation de son fils Ardachîr. À la mort de cet eunuque, Ardachîr lui succède Tabari précise : « Dârâbgerd, ville de Perside qui avait été fondée par Dârâ. ».

### La conquête arabe
En 632, après la mort de Mahomet, la conquête des pays voisin commence. Le calife Abu Bakr affronte l'empire byzantin et conquiert la Syrie Peu avant sa mort les Arabes s'attaquent aux territoires sassanides en Irak. Le calife Omar s'applique d'abord à renforcer son contrôle sur l'Irak ses armées s'arrêtent aux portes de la Perse à Hulwân. En 642, la bataille de Nahavand marque l'effondrement de l'empire sassanide. La Perse, hormis le Khorasan (conquis en 647 par `Uthman) et le Mazandaran (conquis en 651 par `Uthman), tombe aux mains des arabes. La population zoroastrienne va lentement se convertir à l'islam. Le califat d'`Alî se termine en 661 par la prise du pouvoir de l'omeyyade Mu`âwiya Ier et l'apparition du chiisme. En Perse les nouveaux convertis ne jouissent pas des mêmes droits que les arabes, les propagandistes chiites recrutent de nombreux adeptes dans leurs rangs : 

« Le chiisme devint essentiellement l'expression — en termes religieux — de l'opposition à l'État et à l'ordre établi, dont l'acceptation signifiait au contraire la conformité à la Sunna, ou doctrine majoritaire de l'Islam. »

— Bernard Lewis, Op. cit., « Les Arabes dans l'histoire (Le royaume arabe) », p. 125.
En 765, La scission entre chiites duodécimains et chiites ismaéliens, a lieu à la mort du 6e Imam Jafar as-Sadiq. Le pouvoir des Abbassides est aux prises avec des révoltes politico-religieuses dont la plus importante est celle de Bābak (816-837), en Azerbaïdjan.

### Fin de la domination arabe
Au Xe siècle, les Bouyides, dynastie chiite d'origine perse qui vient du nord de l'Iran, conquierent la Perse et l'Irak. Les Bouyides mettent le califat abbasside sous tutelle. En Perse, ils sont remplacés par les Ghaznévides d'origine turque mamelouke qui règne de la fin du Xe siècle à la fin du XIIe siècle sur un empire constitué par les régions du Khorasan, de Ghazni et du Penjab. Puis en 1055, les Ghaznévides sont remplacés par les Seldjoukides d'origine turque et sunnites. Les Bouyides occupent le Fars et la côte du Golfe Persique jusqu'en 1062.
La première manifestation connue de la tribu des Shabânkâra date de la période des Ghaznévides. Pendant le règne de Mas`ûd (1030-1040), le général Tash Farrash mène se troupes vers Ispahan et contraint la tribu à se replier plus au sud. Ce faisant ils arrivent dans la zone d'influence des Bouyides et doivent émigrer encore plus au sud.

### Fadlûya et ses successeurs
Profitant du déclin des Bouyides les Shabânkâra prennent Kazerun. Un certain Ismâ`il Shabânkâra se rebelle contre le souverain bouyide `Imâd ad-Dîn Marzûban (1024-1048). Lorsque Abû Mansûr Fûlâd Sutûn (1055-1062) monte à son tour sur le trône bouyide. La tribu des Shabânkâra a pour chef Fadlûya (Fazlevîeh, Fadluwayh) qui fait prisonniers Abû Mansûr et sa mère. Tous les deux sont enfermés dans une forteresse près de Chiraz. Abû Mansûr est tué et sa mère noyée dans son bain sur l'ordre de Fadluya (1062).
Fadlûya fonde à Dârâbgerd une dynastie qui va être en conflit presque permanent jusqu'en 1190.
Avec la disparition des Bouyides, les Fadlûyides ne tardent pas à devoir affronter les Seldjoukides. Fadlûya combat contre le frère d'Alp Arslan et il fait allégeance à Alp Arslan. En retour il reçoit le gouvernement du Fars. Fadlûya se révolte contre son suzerain et se réfugie dans la forteresse de Khurshah où le vizir Nizam al-Mulk l'assiège et finit par le prendre et l'exécuter. Le Shabânkâra reste une source de problèmes pour le Kerman et le Fars. En 1099, le seldjoukide de Kerman Iran Shah s'allie avec les Shabânkâra et vainc le gouverneur du Fars mandaté par le grand seldjoukide Barkyaruq.
Sous le règne du seldjoukide de Kerman Arslan Shah Ier, ils sont chassés du Fars par le général Tchâvlî (Chāvlī, Čāwulī ou Jāwulī selon l'auteur) qui mène la campagne dans le Fars. Un groupe de Shabânkâra s'installe quelque temps à Firuzabad, ils en sont délogés par Tchâvlî qui prend le contrôle de Fasa et Jahrom dans le sud du Fars. Tchâvlî assiège le Shabânkâra Hasanuya qui s'est réfugié dans une forteresse proche d'Estahbânât. Tchâvlî, craignant un long siège, préfère négocier la trêve et après Hasanuya accompagne Tchâvlî dans sa campagne dans le Kerman pour mettre au pas quelques troupes de Shabânkâra qui s'y étaient repliées.
Après ces événements il semble que les Shabânkâra restent tranquilles pendant le règne du sultan Muhammad Ier Tapar. Les troubles reprennent pendant le règne en Irak de Mahmud (1118-1131). Une insurrection cause d'importants dégâts dans le Shabânkâra. Le chef kurde du Grand Lorestan Abu Tâhir ben Muhammad (1148-1161), se rend utile en remportant une victoire contre les Shabânkâra. Il devient par la suite le premier atabeg indépendant du Grand Lorestan (Hazarspides).